# Wilhelm Christian Benecke von Gröditzberg

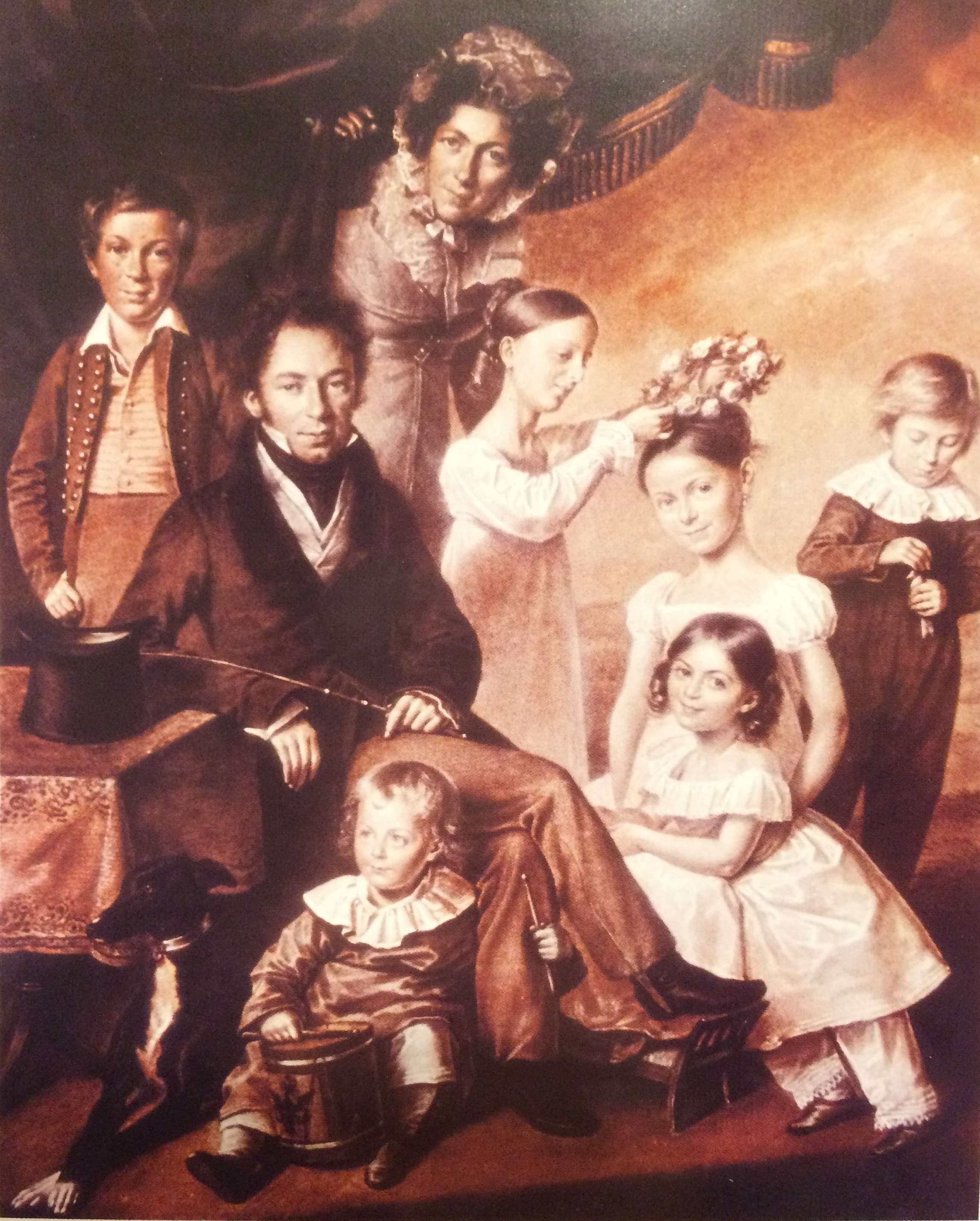
Benecke z rodziną (mal. Franz Krüger)

Wilhelm Christian Benecke von Gröditzberg (ur. 12 grudnia 1779 we Frankfurcie nad Odrą jako Wilhelm Christian Benecke; zm. 4 czerwca 1860) - jeden z najbogatszych pruskich handlowców i bankierów.
Mąż Marie–Luise Du Titre, córki Madame Du Titre, miał z nią pięcioro dzieci. W 1829 uzyskał godność szlachecką. Właściciel wielu nieruchomości w centrum Berlina, w tym kamienic (Unter den Linden 78 - dzisiejszy Hotel Adlon, a także Wilhelmstraße 67) oraz wyspy Pichelswerder.